# Galion, Ohio
Galion är en ort i delstaten Ohio i USA. Den ligger i Crawford County med delar i Morrow och Richland counties.